# 2018 JU6
2018 JU6 est un objet transneptunien de la famille des objets épars d'environ 180 km de diamètre, encore très mal connu.